# 赤鯛屬
赤鯛屬（学名：Pagrus）為鲷形目（或传统上为鱸形目鲈亚目）鲷科的一個屬。

## 分布
本屬魚類廣泛分布於大西洋、西太平洋及東印度洋之熱帶及溫帶沿岸之淺水區內。

## 深度
棲息水深平均約在1公尺至250公尺。

## 分類
本屬包含6個物種，如下：
- 非洲赤鯛 Pagrus africanus
- 銀金鯛 Pagrus auratus：又名金鲷、金赤鲷
- 三長棘赤鯛 Pagrus auriga
- 藍點赤鯛 Pagrus caeruleostictus
- 真鯛 Pagrus major：又稱嘉鱲魚、真赤鯛。
- 赤鯛 Pagrus pagrus

## 生態
本屬成魚大部分棲息於石、砂礫或沙底質海域，幼魚則生活於近岸的泥底質或长有海藻叢的海域，主要以甲殼類、软体類及魚類為食。

## 經濟利用
本屬各種均為重要的食用魚類，部份種類馴化為養殖魚類。